# ホバースピード・グレートブリテン
ホバースピード・グレートブリテン（HSC Hoverspeed Great Britain）は、1990年に建造された、ウェーブ・ピアサー船型の高速フェリーである。

## 概要
ホバースピード・グレートブリテンは1990年にインキャット社によって建造され、フェリー運航会社ホバースピード社の所有となった。そして同年、運航が開始され、大西洋を平均速力36.6ノット、航海日数3日7時間54秒で横断するという新記録を打ち立て、40年ぶりに客船ユナイテッド・ステーツの記録を更新してブルーリボン賞を受賞した。その後ホバースピード・グレートブリテンはスピード・ランナー1（Speedrunner1）と改名し、フェリーとして地中海で運航されている。